# Xylopia hastarum
Xylopia hastarum là một loài thực vật thuộc họ Annonaceae. Đây là loài đặc hữu của Jamaica. Chúng hiện đang bị đe dọa vì mất môi trường sống.